# Tienoksolol
Tienoksolol je antagonist beta adrenergičkog receptora.